# Klettergerüst

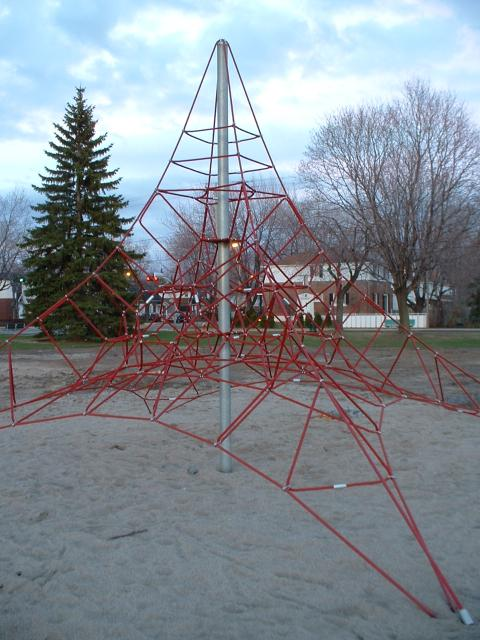
Ein modernes Seilklettergerüst

Ein Klettergerüst, Klettergerät oder Klettergestell ist häufig ein Teil der Spielplatz-Ausstattung, das aus verschiedenen Materialien bestehen kann. Gebräuchlich sind Metallrohr-, Kunststoff-, Holz- oder Seilkonstruktionen in verschiedenen Größen, an bzw. auf denen Kinder klettern, hängen und sitzen können.
Früher waren auf Spielplätzen große, metallene, quaderförmige Klettergerüste üblich, heute immer öfter Seilkonstruktionen ähnlicher Funktion oder Holzplattformen mit Leitern, Gittern, Rutschbahnen und Boulderwänden. Kunststoffgerüste stehen häufig in Innenräumen.

## Kletterstangen

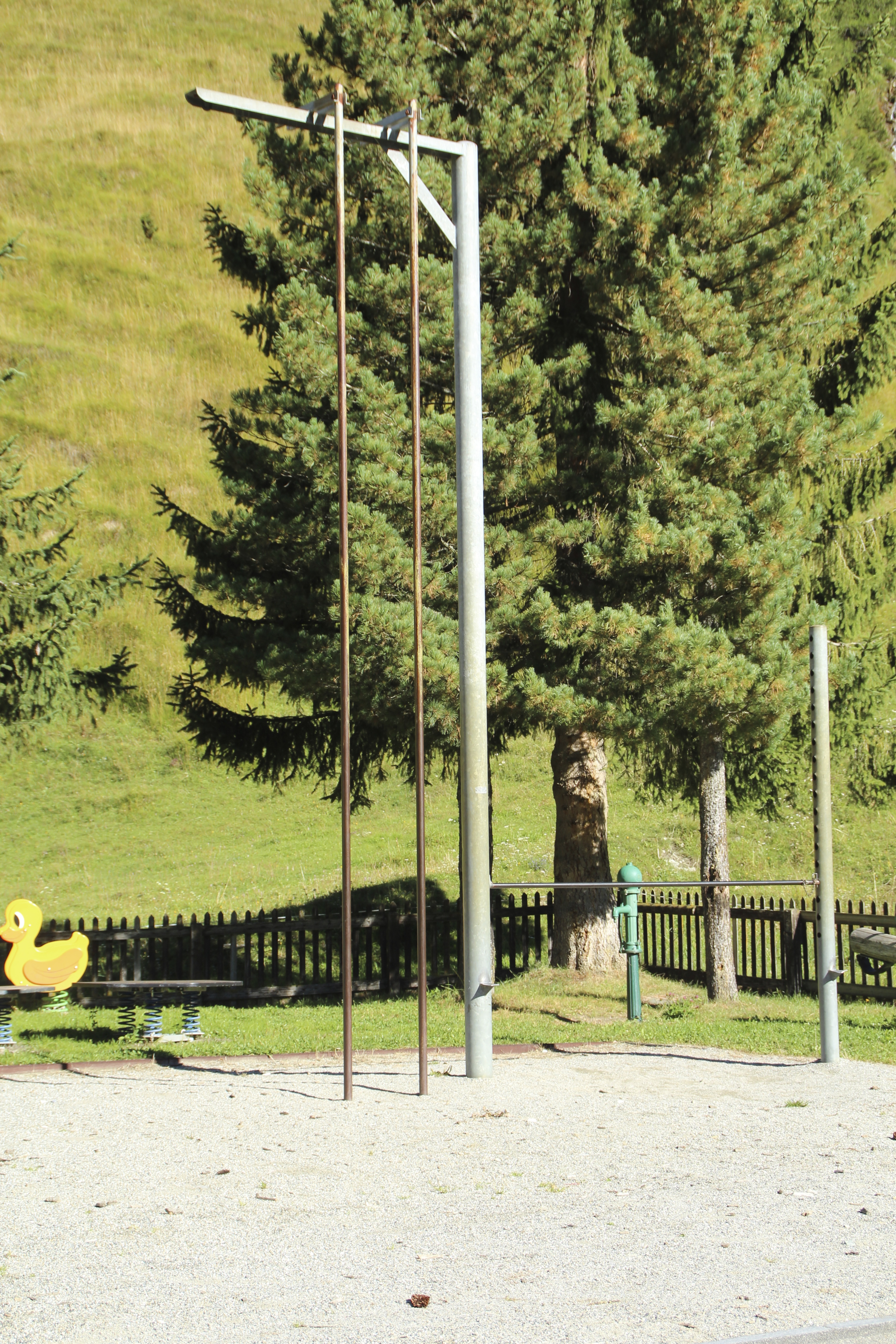
Kletterstange ohne Schrägstangen in Splügen

In der Schweiz standen zwischen ca. 1943 bis Mitte der 2000er-Jahre in Turnhallen und auf Pausenhöfen in jedem Dorf 5 Meter hohe Kletterstangen. Senkrechte und schräge Stangen führten zu einem Querbalken, auf den man sich setzen konnte.
Seit 1943 war Klettern an der Stange eine von fünf Sportdisziplinen bei der militärischen Aushebung. Damit die jungen Männer klettern lernten, wurden im ganzen Land Kletterstangen aufgestellt. Unter den Schulbuben galt es als Mutprobe, senkrecht nach oben zu klettern und sich zuoberst auf die Querstange zu setzen. 2002 fand die Kletterprüfung zum letzten Mal statt; dann wurde sie abgeschafft.
Nachdem die Schweiz 1997 die Euronorm EN 1176/1177 «Sicherheit auf Spielplätzen» übernommen hatte, in der die Kletterstange als zu gefährlich für allgemein zugängliche Orte eingestuft wurde, verschwanden die Kletterstangen nach und nach von den Pausenhöfen. Heute sind nur noch einige wenige vorhanden.

## Sicherheitsvorschriften
Siehe auch: Kinderspielplatz – Rechtliche Grundlagen
In Deutschland gibt es für Klettergeräte die auf öffentlichen Spielplätzen und in Kindereinrichtungen eingesetzt werden, strenge Sicherheitsvorschriften, die z. B. die Anforderungen an den Untergrund und Fundamente, an Höhe, Abstände zwischen Stäben sowie die regelmäßige Überprüfung regeln. Vor allem soll damit verhindert werden, dass bei einem Absturz schwere Verletzungen entstehen oder dass sich Kinder strangulieren, weil sich Kordeln an der Kleidung in Spalten verfangen.
So dürfen Klettergeräte seit 1998 eine Absturzhöhe von bis zu 3 m haben, davor waren bis 4 m zulässig.
Die so genannten Seilzirkusse oder Seilspinnen können wesentlich höher sein, da die Absturzhöhe immer nur bis zur nächsten Seillage gerechnet wird.

## Weitere Bilder

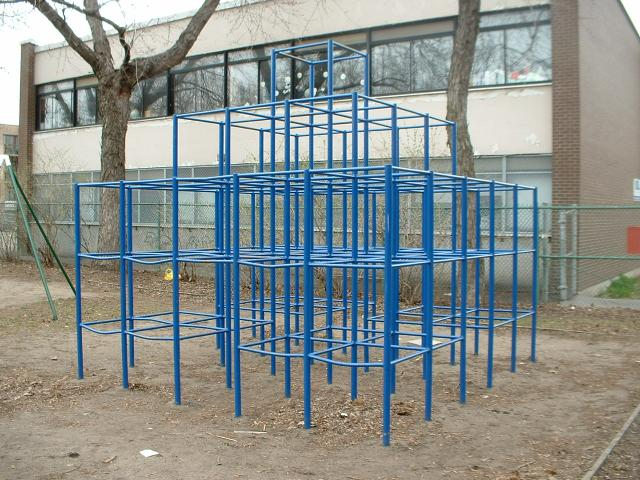
Ein traditionelles Klettergerüst
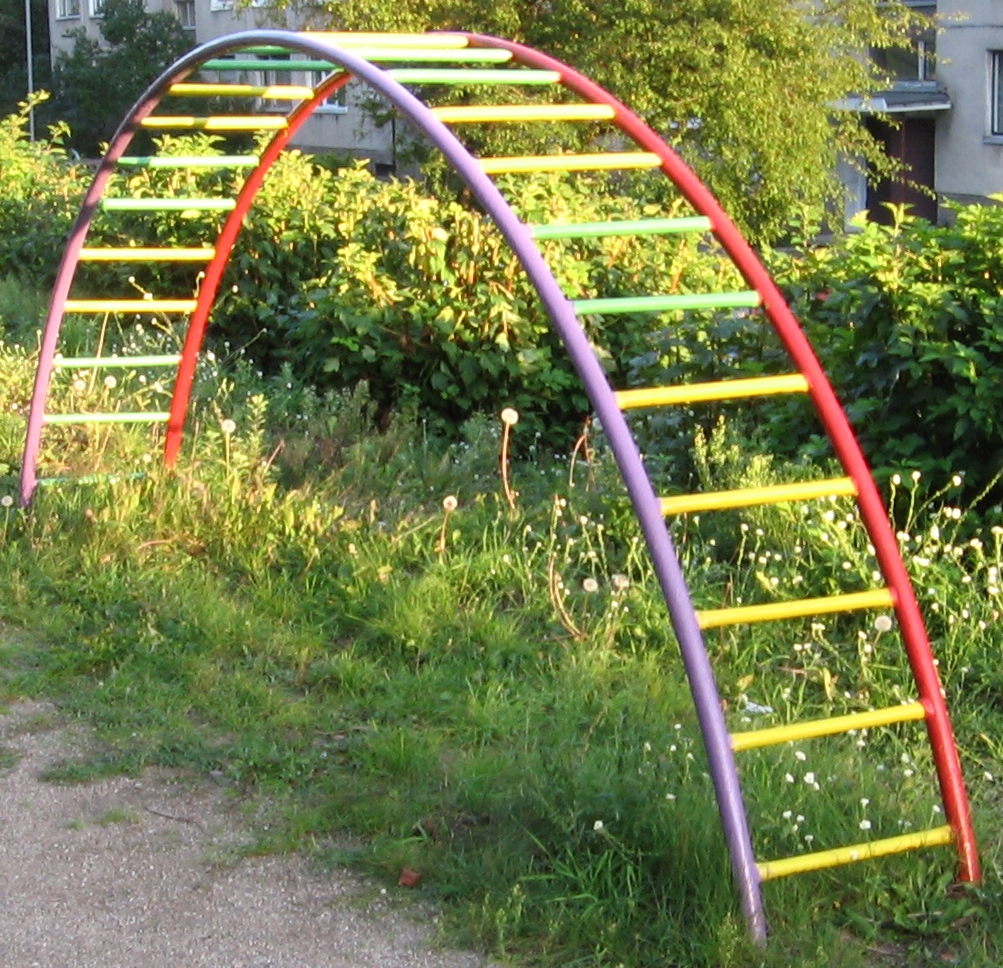
Kletterbogen aus Metall
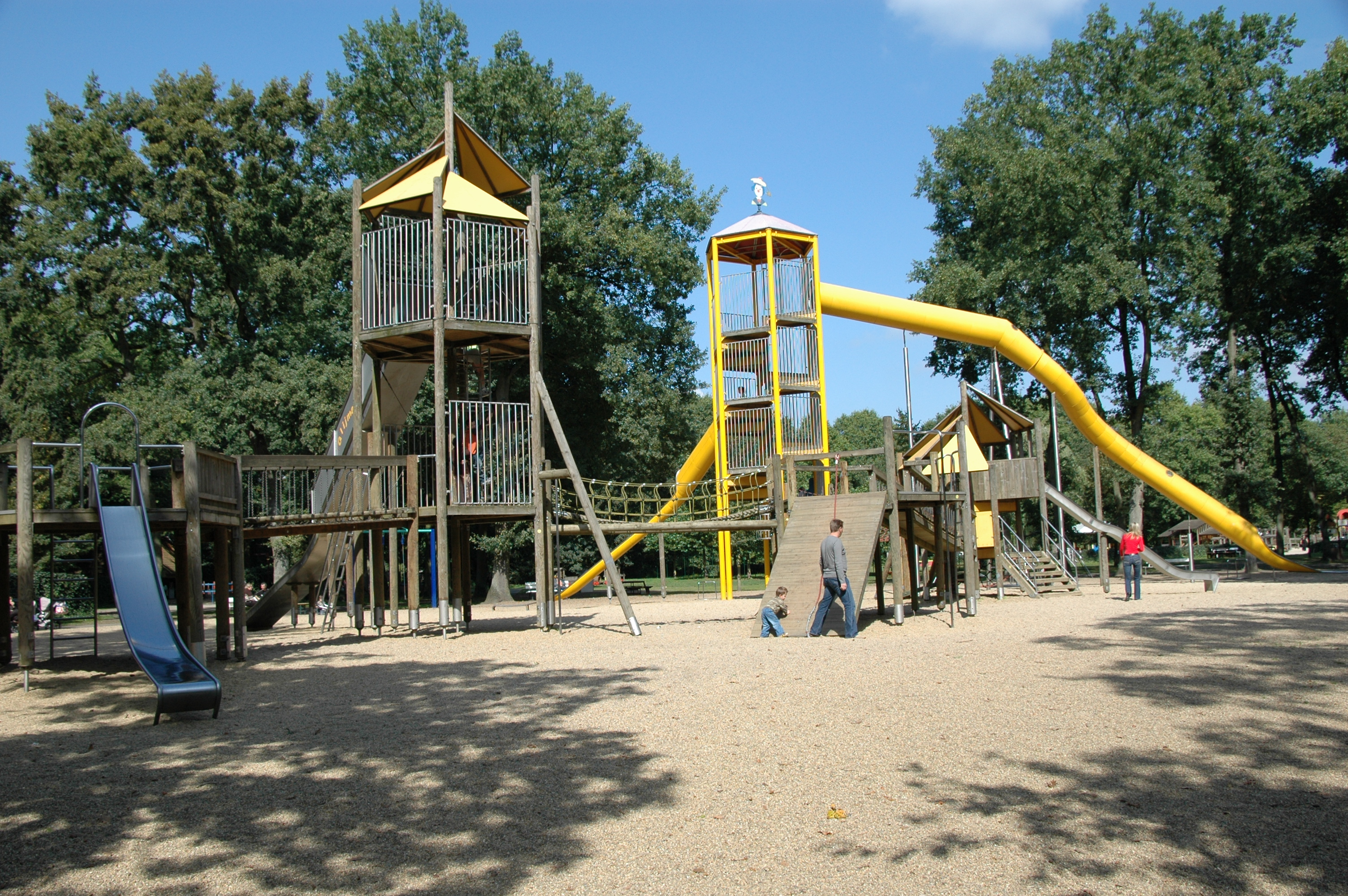
Klettertürme aus Holz
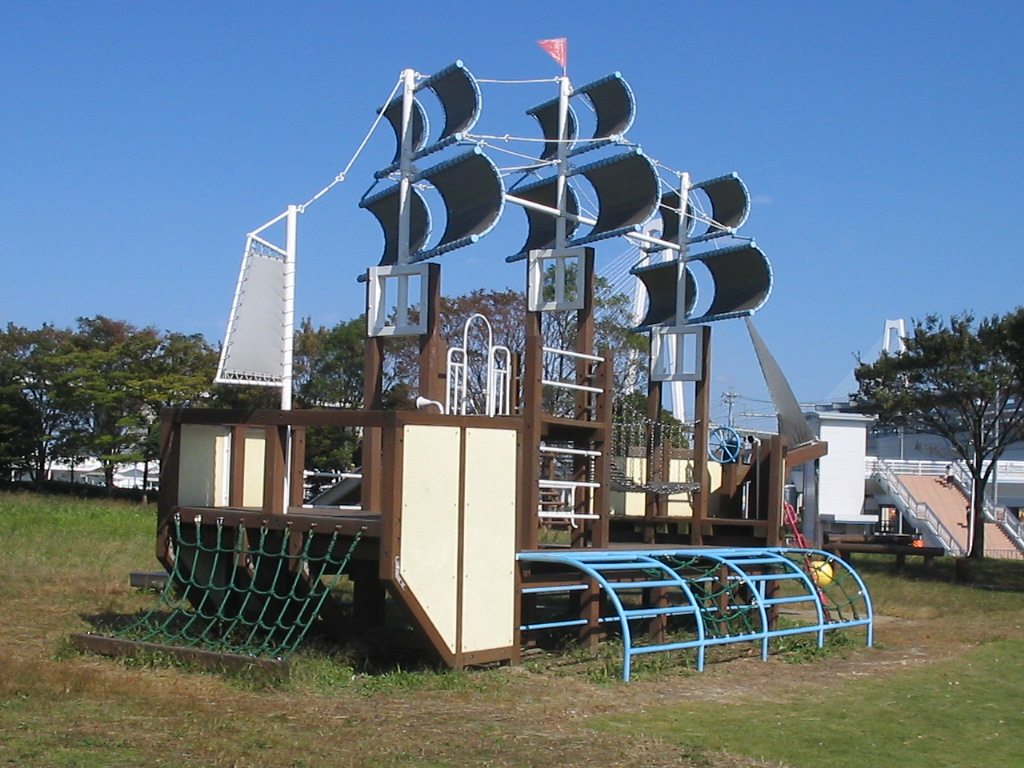
Kletterschiff
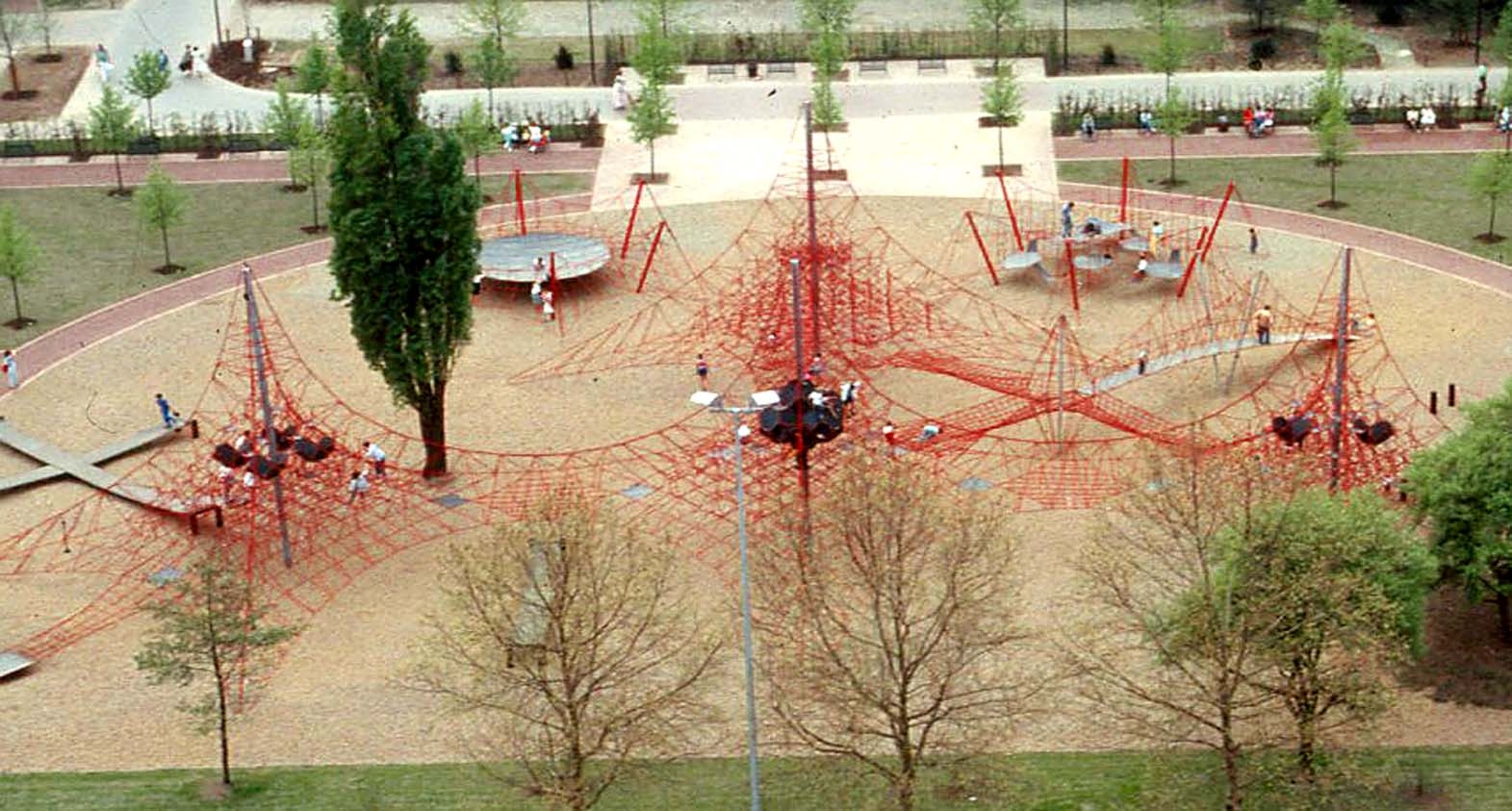
Das größte Raumnetz der Welt: Der Super-Viermast-Seilzirkus
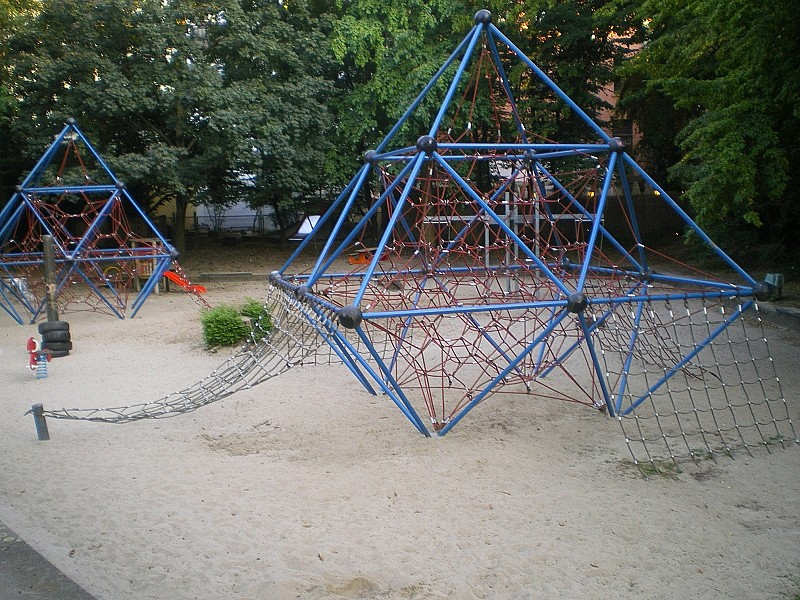
Klettergerüst mit Netz in Pyramidenform
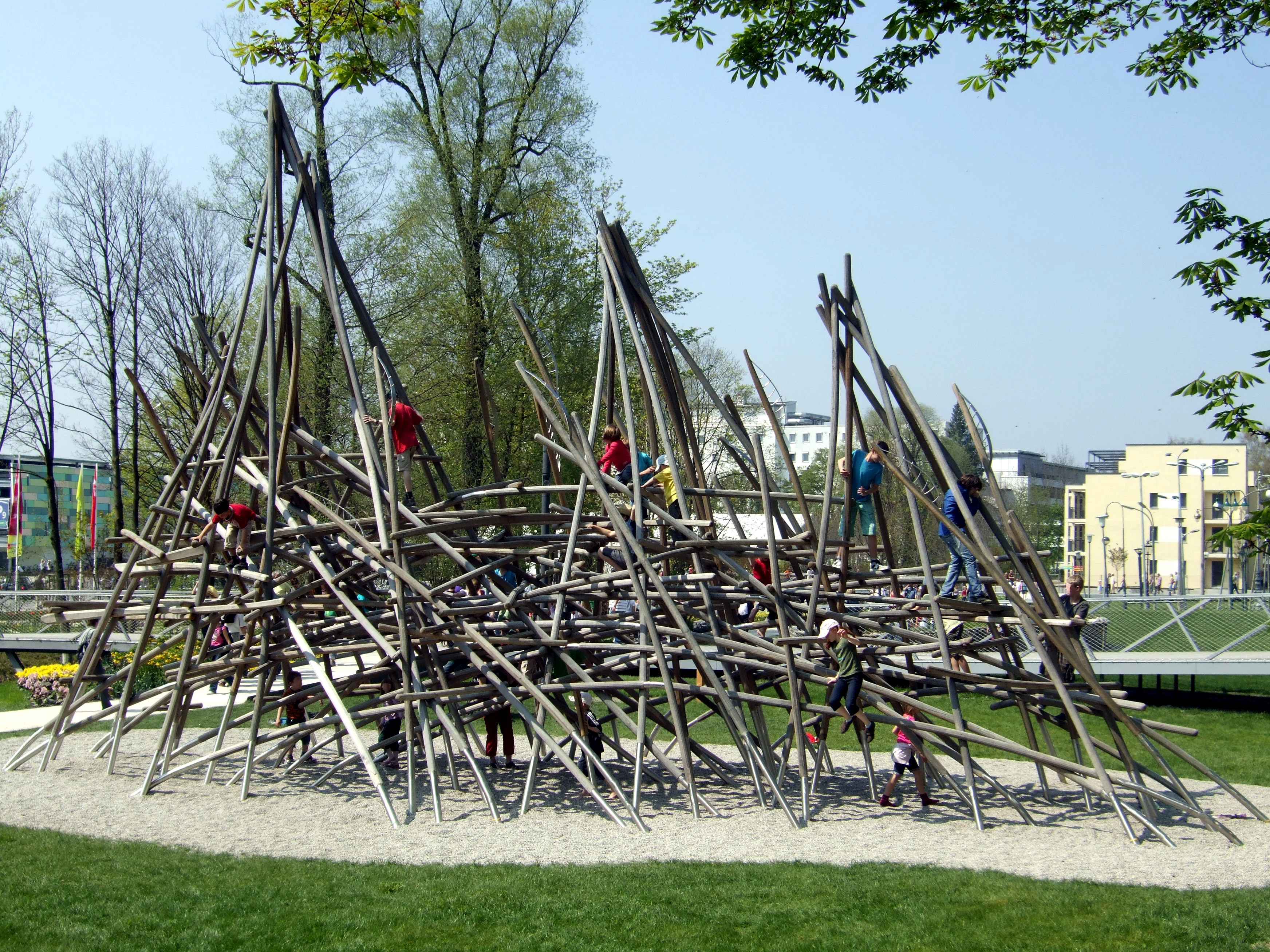
Klettergerüst aus 9 Meter hohen Holzstangen
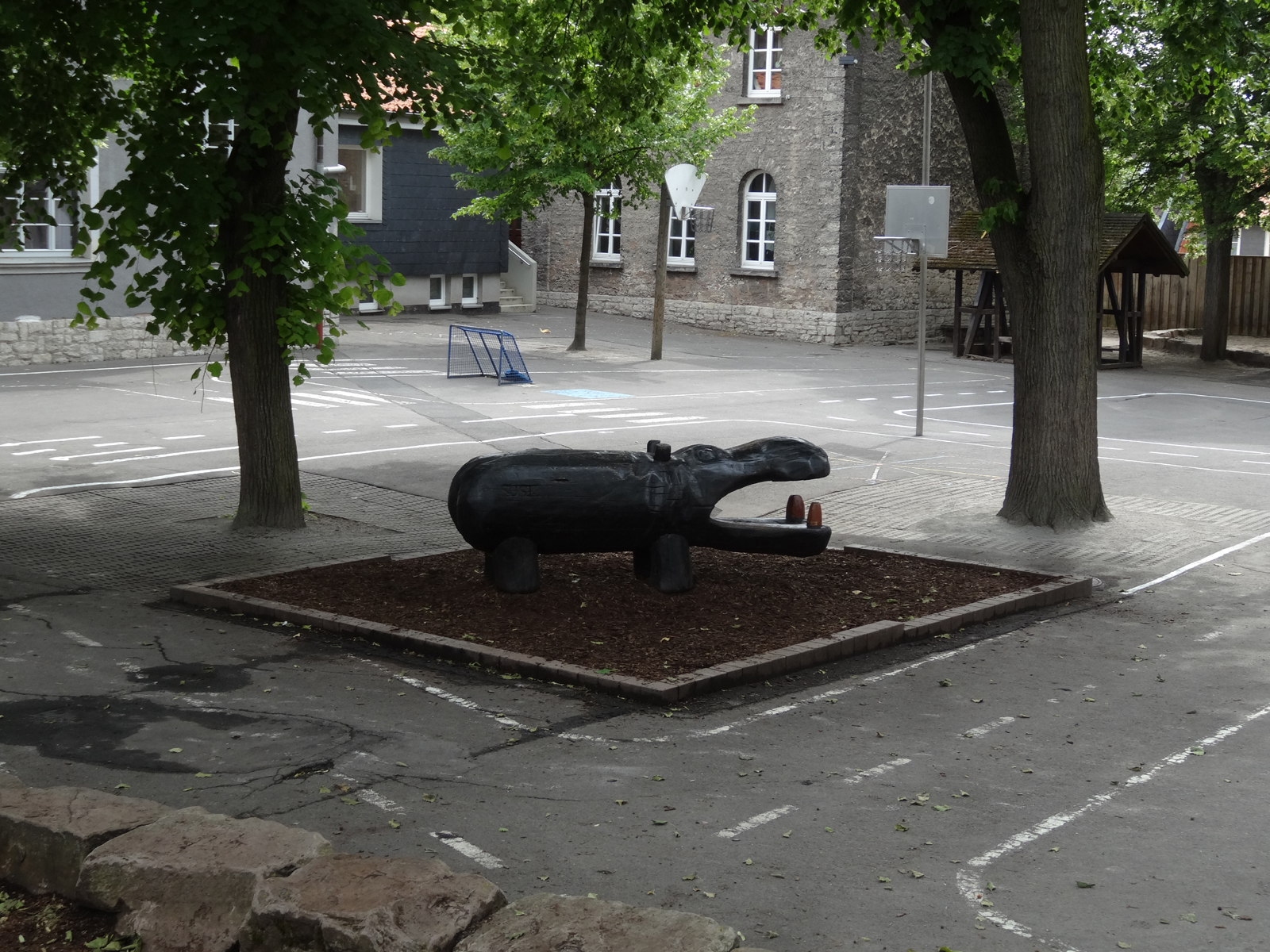
Tierskulptur zum Beklettern
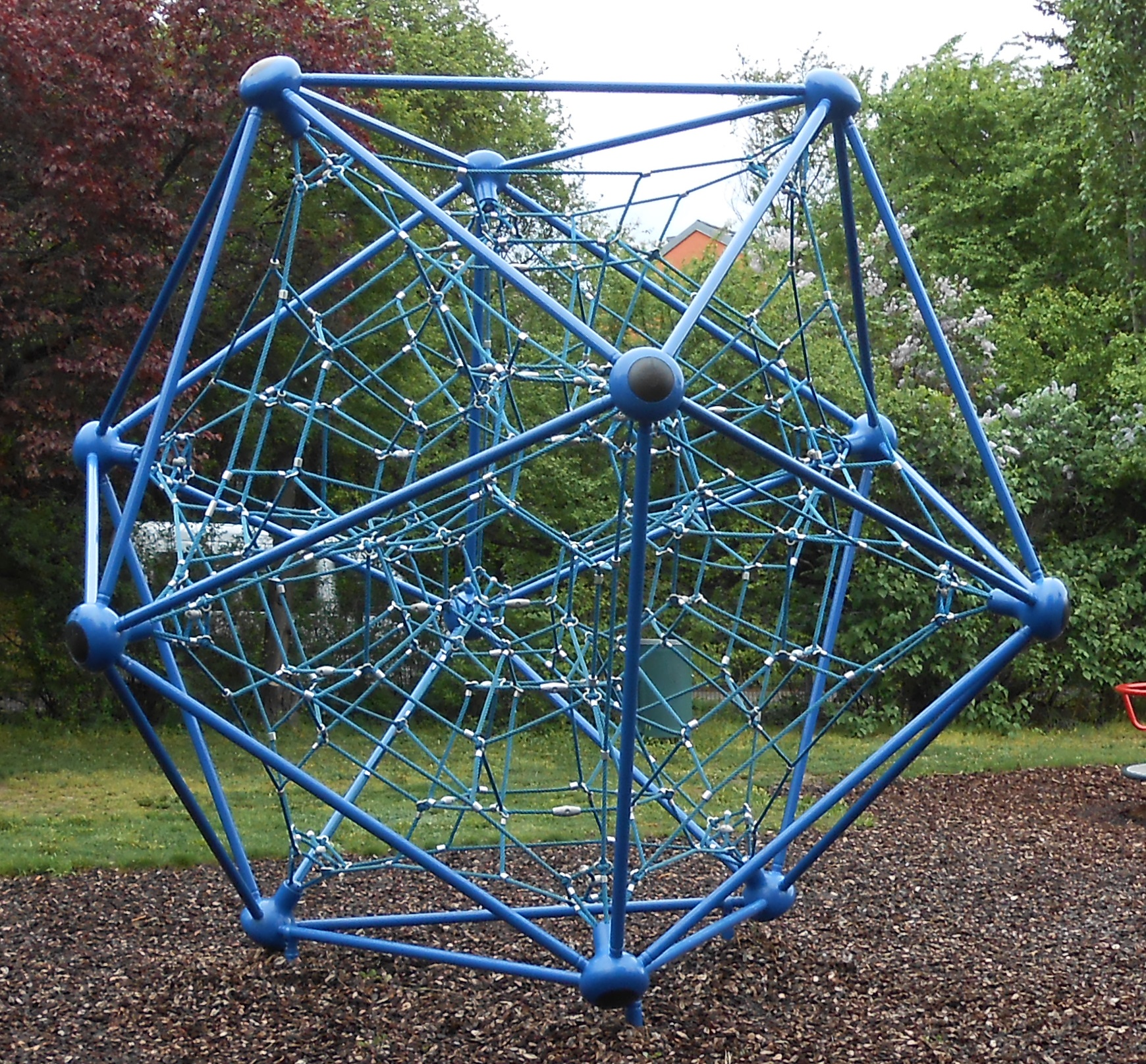
Klettergerüst in Ikosaederform